# Wapen van Putte (Woensdrecht)

Het wapen van Putte

Het wapen van Putte werd in 1819 aan de Noord-Brabantse gemeente Putte toegekend. Het wapen bleef tot 1997 in gebruik, dat jaar ging de gemeente op in de gemeente Woensdrecht.

## Geschiedenis
In 1750 werd Putte zelfstandig en kreeg ook een eigen zegel, tot die tijd behoorde Putte tot Ossendrecht. Het wapen werd op 8 december 1819 aan de toenmalige gemeente Putte toegekend. Op het wapen stond hetzelfde als op de zegels van Woensdrecht en Ossendrecht: het wapen van de markiezen van Palts-Beieren.

## Blazoenering
De blazoenering van het wapen luidde als volgt:
Van zilver, beladen met den Heiligen Dionisius, gekleed van rood, gemanteld van goud, en ter wederzijde verzeld van een gewapenden man.
Het schild is zilverkleurig met daarop staand Sint Dionysius, de kerkpatroon van de gemeente. De heilige is gekleed in het rood, met een gouden mantel. Naast hem twee mannen met zwaarden. De mannen zijn gekleed in lange gewaden en houden hun zwaarden omhoog. De soldaat rechts (voor de kijker links) is gekleed in een blauw gewaad, de ander in een purperen (paars) gewaad. Ze staan beide naar de heilige toegewend en alle drie op een grond van natuurlijke kleur. Officieel mag in de heraldiek geen metaal op metaal (het gouden gewaad op een de zilveren ondergrond), maar omdat het om kleding gaat van de heilige mag het in dit geval wel, daardoor is dit wapen géén raadselwapen.